# Ottino
Con il termine ottino (meno comunemente octino) si fa riferimento ad una tipologia di alchini di formula bruta C8H14 costituiti da otto atomi di carbonio e dalla presenza di un triplo legame C≡C. Il nome IUPAC è composto dal prefisso ott_ che indica la presenza di otto atomi di carbonio e dal suffisso _ino che indica la presenza di un triplo legame. 
A seconda della posizione del triplo legame si possono avere i seguenti isomeri lineari:
- 1-ottino: CH≡C-CH2-CH2-CH2-CH2-CH2-CH3
- 2-ottino: CH3-C≡C-CH2-CH2-CH2-CH2-CH3
- 3-ottino: CH3-CH2-C≡C-CH2-CH2-CH2-CH3
- 4-ottino: CH3-CH2-CH2-C≡C-CH2-CH2-CH3